# Sinopimoa
Sinopimoa Wunderlich & Li, 2008 è un genere di ragni appartenente alla famiglia Linyphiidae.

## Etimologia
Il nome deriva dal prefisso sino-, che denota provenienza cinese dove è appunto diffuso e dal genere Pimoidae con cui ha alcuni caratteri in comune.

## Caratteristiche
Questo genere è monofiletico e consta di una sola specie. 

## Distribuzione
L'unica specie Sinopimoa bicolor, è stata rinvenuta in Cina.

## Tassonomia
Secondo un lavoro di Hormiga del 2008, il genere deve appartenere alle Linyphiidae ed in effetti la sua posizione è alquanto controversa: è stato sinonimizzato con le Linyphiidae a seguito di un lavoro di Dimitrov et al., del 2017; contra il parere di Wunderlich che in un suo lavoro (2020b) lo vuol fare riassurgere al rango di famiglia (Sinopimoidae). Attualmente, al 2021, per ragioni di stabilità e in attesa di ulteriori esami sugli esemplari, non viene presa in considerazione l'ultima modifica di Wunderlich
Attualmente, a gennaio 2021, si compone di 1 genere e 1 specie:
- Sinopimoa, Li & Wunderlich, 2008

- Sinopimoa bicolor, Li & Wunderlich, 2008 - Cina